# Distribució de Rademacher
En teoria de la probabilitat i estadística, la distribució de Rademacher (que rep el nom de Hans Rademacher) és una distribució de probabilitat discreta en què la variable aleatòria X té un 50% de probabilitats de ser +1 i un 50% de probabilitats de ser -1.
Una sèrie de variables distribuïdes segons Rademacher com un camí aleatori simple i simètric en què la mida de la passa és 1-

## Formulació matemàtica
La funció de massa de probabilitat d'aquesta distribució és:
{\displaystyle f(k)=\left\{{\begin{matrix}1/2&{\mbox{if }}k=-1,\\1/2&{\mbox{if }}k=+1,\\0&{\mbox{otherwise.}}\end{matrix}}\right.}
En termes de la funció delta de Dirac, es pot expressar com:
{\displaystyle f(k)={\frac {1}{2}}\left(\delta \left(k-1\right)+\delta \left(k+1\right)\right).}

## Fita de Van Zuijlen's
Van Zuijlen va demostrar el següent resultat.
Sigui Xi un conjunt de variables aleatòries independents distribuïdes segons Rademacher, llavors:
{\displaystyle \Pr \left(\left|{\frac {\sum _{i=1}^{n}X_{i}}{\sqrt {n}}}\right|\leq 1\right)\geq 0.5.}
La fita és més forta i millor que la que es pot derivar de la distribució normal (aproximadament Pr > 0.31).

## Fites en les sumes
Sigui {xi} un conjunt de variables aleatòries distribuïdes segons Rademacher i {ai} una seqüència de nombres reals. Llavors:
{\displaystyle \Pr \left(\sum _{i}x_{i}a_{i}>t||a||_{2}\right)\leq e^{-{\frac {t^{2}}{2}}}}
on ||a||₂ és la norma euclidiana de la seqüència {ai}, t > 0 és un nombre real i Pr(Z) és la probabilitat de l'esdeveniment Z.
Sigui Y = Σ xiai i Y una sèrie gairebé segurament convergent a l'espai de Banach. Llavors, per t > 0 i s ≥ 1 es té:
{\displaystyle \Pr \left(||Y||>st\right)\leq \left[{\frac {1}{c}}\Pr(||Y||>t)\right]^{cs^{2}}}
per una certa constant c.
Sigui p un nombre real positiu. Llavors, segons la desigualtat de Khintchine:
{\displaystyle c_{1}\left[\sum {\left|a_{i}\right|^{2}}\right]^{\frac {1}{2}}\leq \left(E\left[\left|\sum {a_{i}x_{i}}\right|^{p}\right]\right)^{\frac {1}{p}}\leq c_{2}\left[\sum {\left|a_{i}\right|^{2}}\right]^{\frac {1}{2}}}
on c1 i c₂ són constants que només depenen de p.
Per p ≥ 1,
{\displaystyle c_{2}\leq c_{1}{\sqrt {p}}.}

## Aplicacions
La distribució de Rademacher s'ha usat en bootstrapping i per demostrar que distribuït de manera normal i incorrelat no implica independent.
Vectors aleatoris amv components mostrejats independentment de la distribució de Rademacher són útils en diverses en aproximacions estocàstiques, per exemple:
- L'estimador de rastre de Hutchinson,[6] que es pot usar eficientment per aproximar la traça d'una matriu els elements dels quals no són accessible de forma directa, sinó que estan definits de forma implícita a través de productes de matrius amb vectors.

- Aproximació estocàstica de perturbació simultània, una aproximació estocàstica de gradient, de baix cost computacional i sense derivades útil en l'optimització matemàtica.

## Distribucions relacionades
- Distribució de Bernoulli: Si X segueix una distribució de Rademacher, llavors {\displaystyle {\frac {X+1}{2}}} té una distribució de Bernoulli(1/2).
- Distribució de Laplace: Si X segueix una distribució de Rademacher i Y ~ Exp(λ), llavors XY ~ Laplace(0, 1/λ).